# Pleurozia purpurea
Pleurozia purpurea là một loài rêu trong họ Pleuroziaceae. Loài này được Lindb. mô tả khoa học đầu tiên năm 1877.